# Tricimba marina
Tricimba marina är en tvåvingeart som först beskrevs av Becker 1911.  Tricimba marina ingår i släktet Tricimba och familjen fritflugor.
Artens utbredningsområde är Taiwan. Inga underarter finns listade i Catalogue of Life.